# Ascalenia antiqua
Ascalenia antiqua ist ein Schmetterling (Nachtfalter) aus der Familie der Chrysopeleiidae.

## Merkmale
Die Falter erreichen eine Flügelspannweite von 10 Millimeter. Der Kopf ist bräunlich grau und mit an der Spitze hellgrauen Schuppen gesprenkelt. Die Fühler glänzen grau und sind deutlich dunkel geringelt. Der Thorax und die Tegulae sind grau und postero-lateral ockergrau. Die Vorderflügel sind dunkelgrau und mit an der Spitze hellgrauen Schuppen gesprenkelt. Letztere bilden auch die sehr undeutliche Zeichnung. Bei 1/3 der Vorderflügellänge befindet sich auf und direkt oberhalb der Analfalte ein undeutlicher dunkler Fleck. Der untere ist etwas weiter von der Flügelbasis entfernt und ist außen grauweiß gerandet. Ein ähnlicher Fleck befindet sich in der Flügelmitte bei 2/3 der Vorderflügellänge, er ist beidseitig grauweiß gerandet. An der Costalader liegt ein kleiner grauweißer Fleck, ein ähnlicher, aber größerer Fleck befindet sich am Innenwinkel. Die Fransenschuppen sind bräunlich grau, an der Costalader grauweiß und in Richtung des Flügelinnenrandes ockergrau. Die Hinterflügel glänzen hellgrau und haben ockergraue Schuppen. Das Abdomen ist dorsal bräunlich grau, die Segmente sind hinten fahl gebändert. Ventral ist es bräunlich grau und mit einem breiten ockerweißen Längsstrich versehen. Das Afterbüschel ist ockerweiß.
Bei den Männchen ist der Uncus kurz und zugespitzt. Die Valven sind groß und breit; der Außenrand ist konvex. Auf der inneren Oberfläche befinden sich Reihen grober Borsten, in der Mitte entspringen zwei lange und gekrümmte Borsten. Der Aedeagus ist kräftig, ziemlich kurz und gerade. Er verjüngt sich distal.
Die Genitalarmatur der Weibchen ähnelt der von Ascalenia vanella, aber die schlitzförmige Ausbuchtung des siebenten Sternits ist breiter und viel länger. Die Falte des sechsten Sternits ist deutlich dreieckig. Die seitlichen Schildchen sind quadratisch und haben ovale, netzförmige Flecke, die an der Innenseite der Falte größer sind.

## Verbreitung
Ascalenia antiqua ist in Israel und Ägypten verbreitet.

## Biologie
Die Raupen leben in den Zweigen von  Tamarix aphylla. Kasy gibt an, dass die Raupen auch in Pflanzengallen von Eriophyes-Arten leben und sich dort auch verpuppen. Die wenigen bekannt gewordenen Exemplare der Art wurden zwischen September und Januar gezüchtet.

## Belege
1. 1 2 3 4 5  J. C. Koster, S. Yu. Sinev: Momphidae, Batrachedridae, Stathmopodidae, Agonoxenidae, Cosmopterigidae, Chrysopeleiidae. In: P. Huemer, O. Karsholt, L. Lyneborg (Hrsg.): Microlepidoptera of Europe. 1. Auflage. Band 5. Apollo Books, Stenstrup 2003, ISBN 87-88757-66-8, S. 179 (englisch).
2. ↑  Friedrich Kasy (1974): Ein weiterer Beitrag zur Kenntnis der Gattung Ascalenia Wocke (Lepidoptera, Walshiidae). Zeitschrift der Arbeitsgemeinschaft österreichischer Entomologen 25(1-2): Seite 12–15.